# Gillian Bakker
Gillian Bakker (* 1969 in Kelowna) ist eine ehemalige kanadische Triathletin und zweifache Ironman-Siegerin (2001, 2003).

## Werdegang
Gillian Bakker spricht Englisch, Französisch, Deutsch und Spanisch, hat drei Uniabschlüsse sowie den schwarzen Gürtel in Karate.
Sie startete ab dem Jahr 2000 als Profi-Triathletin und war vorwiegend bei Ironman-Wettkämpfen auf der Langdistanz (3,86 km Schwimmen, 180,2 km Radfahren und 42,195 km Laufen) aktiv.
Im August 2005 beendete sie ihre aktive Karriere.

## Sportliche Erfolge
| Datum/Jahr    | Rang | Wettbewerb        | Austragungsort    | Zeit     | Bemerkung                                    |
| ------------- | ---- | ----------------- | ----------------- | -------- | -------------------------------------------- |
| 22. Mai 2004  | 2    | Ironman Lanzarote | Puerto del Carmen | 10:16:42 |                                              |
| 28. Aug. 2004 | 3    | Ironman Canada    | Penticton         | 09:36:26 | persönliche Bestzeit auf der Ironman-Distanz |
| 29. Feb. 2004 | DNF  | Ironman Malaysia  | Langkawi          | –        |                                              |
| 23. Feb. 2003 | 1    | Ironman Malaysia  | Langkawi          | 10:01:33 | Sieg vor der Australierin Belinda Granger    |
| 24. Aug. 2003 | 2    | Ironman Canada    | Penticton         | 09:47:09 |                                              |
| 2002          | 2    | Ironman Lanzarote | Puerto del Carmen | 10:15:30 |                                              |
| 2002          | 4    | Challenge Roth    | Roth              | 09:55:14 | [ 2 ]                                        |
| 6. Okt. 2001  | 17   | Ironman Hawaii    | Hawaii            | 10:34:38 | Ironman-Weltmeisterschaft                    |
| 2001          | 1    | Ironman Canada    | Penticton         |          |                                              |
| 2001          | 10   | Ironman Europe    | Roth              | 10:04:24 |                                              |
| 27. Aug. 2000 | 7    | Ironman Canada    | Penticton         | 10:08:44 | [ 3 ]                                        |
| 29. Aug. 1999 | 9    | Ironman Canada    | Penticton         | 10:17:11 | Siegerin in der Klasse W30–34                |

(DNF – Did Not Finish)